# Guildford (Australia)
Guildford – miasto w Australii, w stanie Wiktoria.